# History, Hits & Highlights '68–'76
History, Hits & Highlights '68–'76 — двойной видеоальбом британской группы Deep Purple, выпущенный в июне 2009 года, завершающий релиз DVD-трилогии (состоящий также из Live in Concert 1972/73 и Live in California 74), максимально полно охватывающей период группы с 1968 по 1976 годы. Содержит краткое введение по истории группы, множество телевизионных выступлений в Америке и Европе и прочие видеофрагменты.

## Содержание
| DVD 1 HISTORY «History» (1968—1970) — 7:14 «History» (1971—1972) — 6:30 «History» (1973—1976) — 7:01 HITS «Help!» ( Danish TV 1968) — 5:24 «Hush» ( Playboy After Dark 1968) — 4:13 «Wring That Neck» (Canadian TV 1969) — 3:19 «Hallelujah» ( Beat Club 1969) — 3:40 «Mandrake Root» ( South Bank Summer 1970) — 12:27 «Speed King» ( WDR Vicky Leandros 1970) — 4:15 «Black Night» ( Top of the Pops 1970) — 3:13 «Child in Time» ( Doing Their Thing 1970) — 9:35 «Lazy» ( Copenhagen 1972) — 11:01 «Strange Kind of Woman» (Top of the Pops 1971) — 4:01 «Fireball writing session» ( ABC TV Australia 1971) — 2:59 «Fireball» ( Disco ZDF 1971) — 3:30 «Demon’s Eye» ( RBB Germany 1971) — 10:09 «No No No» (Beat Club 1971) — 7:20 «Into the Fire» (RBB Germany 1971) — 4:09 «Never Before» (promo 1972) — 3:39 «Highway Star» (Beat Club 1971) — 6:06 «Smoke On the Water» ( Hofstra 1973) — 5:19 «Burn» ( Leeds Polytechnic Project 1974) — 6:14 «Mistreated» ( California Jam 1974 ) — 10:20 «Love Child» ( Tokyo 1975 ) — 4:20 «You Keep On Moving» (Tokyo 1975) — 6:13 | DVD 2 HIGHLIGHTS «And the Address» (Playboy After Dark 1968) — 2:57 «Wring That Neck» ( Jazz Bilzen 1969) — 25:01 «Wring That Neck» ('Pop Deux' Paris 1970) — 10:58 «Mandrake Root» ('Pop Deux' Paris 1970) — 14:33 «Black Night» (Promo clip 1970) — 3:10 «No No No» (rehearsals take one) (Beat Club 1971) — 7:36 «No No No» (rehearsals take two) (Beat Club 1971) — 7:40 «'Je Nuit’ French TV 1974» (INA France 1974) — 3:09 «Burn» (Leeds Polytechnic Project 1974) — 6:46 «Interview» (Leeds Polytechnic Project 1974) — 20:56 «Space Truckin’» (Leeds Polytechnic Project 1974) — 12:36 «New Zealand TV Documentary» (New Zealand TV 1975) — 5:43 «Interview» (New Zealand TV 1975) — 14:12 «Smoke On the Water» (New Zealand TV 1975) — 3:04 «Tony Edwards french TV interview 1976» (French TV 1976) — 2:14 |

## Состав
- Mk 1: 1968—1969 — Ричи Блэкмор, Род Эванс, Джон Лорд, Ник Симпер, Иэн Пейс
- Mk 2: 1969—1973 — Ричи Блэкмор, Иэн Гиллан, Джон Лорд, Роджер Гловер, Иэн Пейс
- Mk 3: 1973—1975 — Ричи Блэкмор, Дэвид Ковердэйл, Гленн Хьюз, Джон Лорд, Иэн Пейс
- Mk 4: 1975—1976 — Томми Болин, Дэвид Ковердэйл, Джон Лорд, Гленн Хьюз, Иэн Пейс